# Jacob Pruijs
Jacob Pruijs (20 januari 1765 - Bunschoten, 14 februari 1830) was in de Franse tijd van 1811 tot 1830 maire en burgemeester van Bunschoten.
Jacob was veehouder en een zoon van Teunis Pruijs en Hilletje van Halteren. Hij trouwde in 1790 met Hilletje Wildeman uit Bunschoten. In zijn ambtsperiode werd het gemeentewapen van Bunschoten vastgesteld door de Raad van Adel. Na zijn dood in 1830 werd hij als burgemeester opgevolgd door Zeger Hoolwerf.